# Nowostawce (Czarnokońce Małe)
Nowostawce (ukr. Новоставці) – dawniej samodzielna wieś na Ukrainie w rejonie czortkowskim należącym do obwodu tarnopolskiego. Obecnie znajduje się w granicach wsi Czarnokońce Małe, stanowiąc jej południową część w zakolu rzeki Niczławy.

## Historia
Nowostawce to dawniej samodzielna wieś, która w połowie XIX w. stanowiła odrębną w gminę jednostkową w Bezirk Husiatyn Królestwa Galicji i Lodomerii (117 mieszkańców w 1854 roku). Następnie zniesiona i połączona w jedną gminę z Czarnokońcami Małymi.
W międzywojniu w II RP (vide gmina Czarnokońce Wielkie). Po II wojnie światowej włączone w struktury ZSRR.